# Wemperhardt
Wemperhardt (en luxembourgeois : Wämperhaart ), est un lieu-dit de la commune luxembourgeoise de Weiswampach situé dans le canton de Clervaux. Le village de Lengeler de la commune belge de Burg-Reuland se situe au nord et de l'autre côté de la frontière belgo-luxembourgeoise.

## Toponymie
- (de) Wampacher Haard (carte de Ferraris en 1778)
- (fr) Troisbaraques ; (de) Dreibaracken[2] (1880)
- (lb) Wemperhaart (1906)

Le nom propre Wämperhaart est composé de Wämper (Wampech, Wampach ; bach et pach désignent un village près d'un ruisseau) et Haart (Haard, Hardt ; une forêt ou bien une colline recouverte d'arbres) remonte à la période carolingienne. Le noyau de la commune de Weiswampach est probablement fondé à cette époque, vers la fin du IXe siècle mais il faut attendre le XIXe siècle pour que Wemperhardt devienne un établissement humain. Par ailleurs, le Wemperbach coule le long de Weiswampach, jusqu'à la Wiltz.